# Bogandinskij
Bogandinskij (ros. Богандинский) – osiedle typu miejskiego w Rosji, w obwodzie tiumeńskim, w rejonie tiumeńskim. W 2010 liczyło 9894 mieszkańców.